# Forward Look
Forward Look – program stylizacji marek samochodowych należących do producenta Chrysler, wprowadzony przez stylistę Virgila Exnera, popularny w latach 1955–1961.

## Powody wprowadzenia

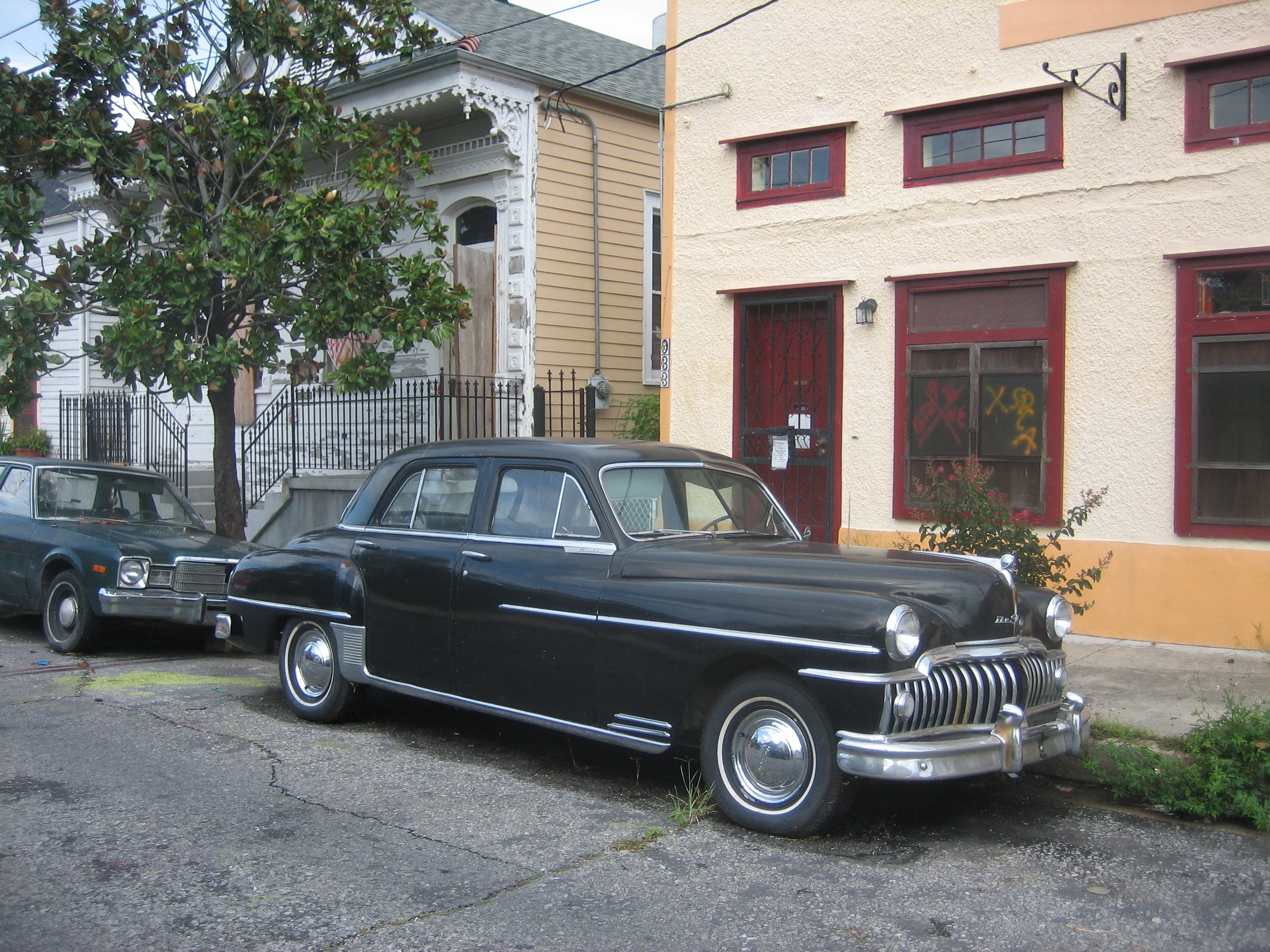
DeSoto z 1950 roku wyraźnie ilustruje konserwatywną, nieopływową sylwetkę samochodów Korporacji Chryslera

Powodem wprowadzenia przez Korporację Chryslera programu odnowienia stylistyki samochodów w 1955 roku było niespełnianie ówczesnych oczekiwań klientów marek należących do Chryslera (Dodge, Plymouth, DeSoto, Chrysler), które były postrzegane jako zbyt konserwatywnie stylizowane.
Aby zmienić postrzeganie stylistyki samochodów Korporacji Chrysler, prezes firmy Kaufman Thuma Keller zatrudnił nowego stylistę – Virgila Exnera, który wcześniej był głównym autorem nowej stylistyki firmy Studebaker. W 1949 roku Exner objął w Chryslerze stanowisko szefa nowo utworzonego Wydziału Nowoczesnych Projektów i Koncepcji. Od 1951 roku, przy współpracy włoskiej firmy karoseryjnej Ghia, projektował i wykonywał pojedyncze egzemplarze samochodów koncepcyjnych – w większości dwumiejscowych sportowych kabrioletów, takich jak Chrysler C-200 (1952), czy obłych, silnie przeszklonych coupe, jak Chrysler Ghia (1951). Prezentacja tych pojazdów na wystawach samochodowych spotykała się z bardzo dobrym przyjęciem publiczności.
W odniesieniu do modeli seryjnych Exner wprowadzał jedynie drobne innowacje, takie jak jednoczęściowa szyba przednia w 1953 roku. Nadal kontynuowano jednak wzorzec klasycznego nadwozia pontonowego z wysoką maską i nieco wysuniętymi tylnymi błotnikami. Wprowadzone wówczas silniki o półkolistych komorach spalania (Hemi) pozwalały konkurować w „wyścigu mocy”, ale samochody nadal pozostawały stylistycznie nieatrakcyjne.
Virgil Exner, zainspirowany koncepcyjnym modelem Cadillaca z 1948 roku, którego tylne błotniki wzorowane były na kształtach samolotów myśliwskich, wykorzystał ten motyw jako kluczowy element swoich projektów. Oprócz aspektów estetycznych zbadał również właściwości aerodynamiczne płetw na błotnikach. Badania w tunelu aerodynamicznym Uniwersytetu Michigan wykazały poprawę stabilności kierunkowej pojazdu dzięki zbliżeniu środka ciśnienia opływającego karoserię do środka ciężkości pojazdu. Nowe idee stylistyczne nazwano początkowo „The New 100-Million Dollar Look”.

## 1955–1956

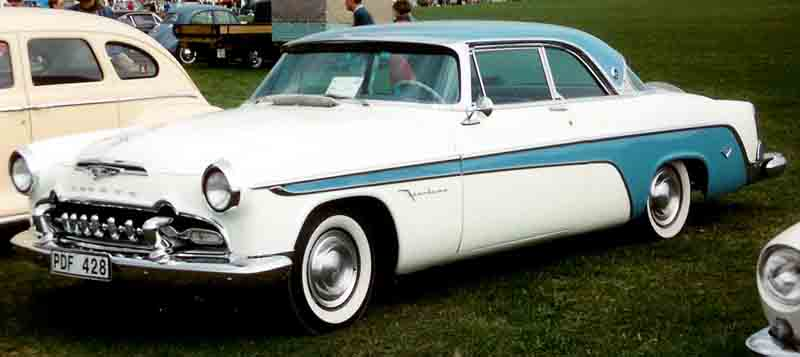
DeSoto Firedome z 1955 roku z panoramicznymi szybami i charakterystycznym dwubarwnym schematem lakierowania wczesnego Forward Look

Rewolucja stylistyczna rozpoczęła się w 1955 roku, gdy wszystkie marki Korporacji Chryslera otrzymały nowy „wygląd przyszłości” (ang. Forward Look). Nazwa ta została prawdopodobnie wymyślona przez agencję reklamową obsługującą firmę, po obejrzeniu nowych karoserii Exnera.
Samochody otrzymały całkowicie nowe, dwukolorowe nadwozia z panoramicznymi szybami i przodami o barokowej stylizacji. Nadwozia stały się szersze, dłuższe i niższe, z wyraźnymi początkami tylnych płetw. Tył dachu wydłużono i pochylono, a przody samochodów zaprojektowano pod ujemnym kątem nachylenia, poprawiając ich dynamikę. Dwukolorowe malowanie optycznie wydłużało sylwetkę pojazdów.
W tym okresie pojawił się także sztandarowy model Chryslera – 300, nazwany tak ze względu na moc 300 KM, będący wówczas najmocniejszym samochodem na rynku.
Konkurencja była zaskoczona, że konserwatywny dotąd Chrysler w ciągu jednego roku nadrobił sześcioletnie opóźnienie stylistyczne i techniczne. Po raz pierwszy zastosowano automatyczną skrzynię biegów PowerFlite, sterowaną dźwignią na desce rozdzielczej, a od kolejnego roku za pomocą przycisków, początkowo oferowaną jako opcjonalne wyposażenie. Model Imperial awansowano do rangi odrębnej luksusowej marki, mającej konkurować z Cadillaciem.
W 1956 roku zaoferowano odważniej przestylizowane modele wszystkich linii, powiększono tylne płetwy i uproszczono przody pojazdów. Model Chrysler 300 otrzymał oznaczenie literowe B, rozpoczynając tzw. letter series. Wprowadzono także sportowe modele DeSoto Adventurer i Plymouth Fury, oferowane wyłącznie w dwóch kombinacjach kolorystycznych – biało-złotej lub czarno-złotej. Nowością były również czterodrzwiowe hardtopy, różnie nazywane przez poszczególne marki, np. Southampton (Imperial) czy Sportsman (DeSoto).

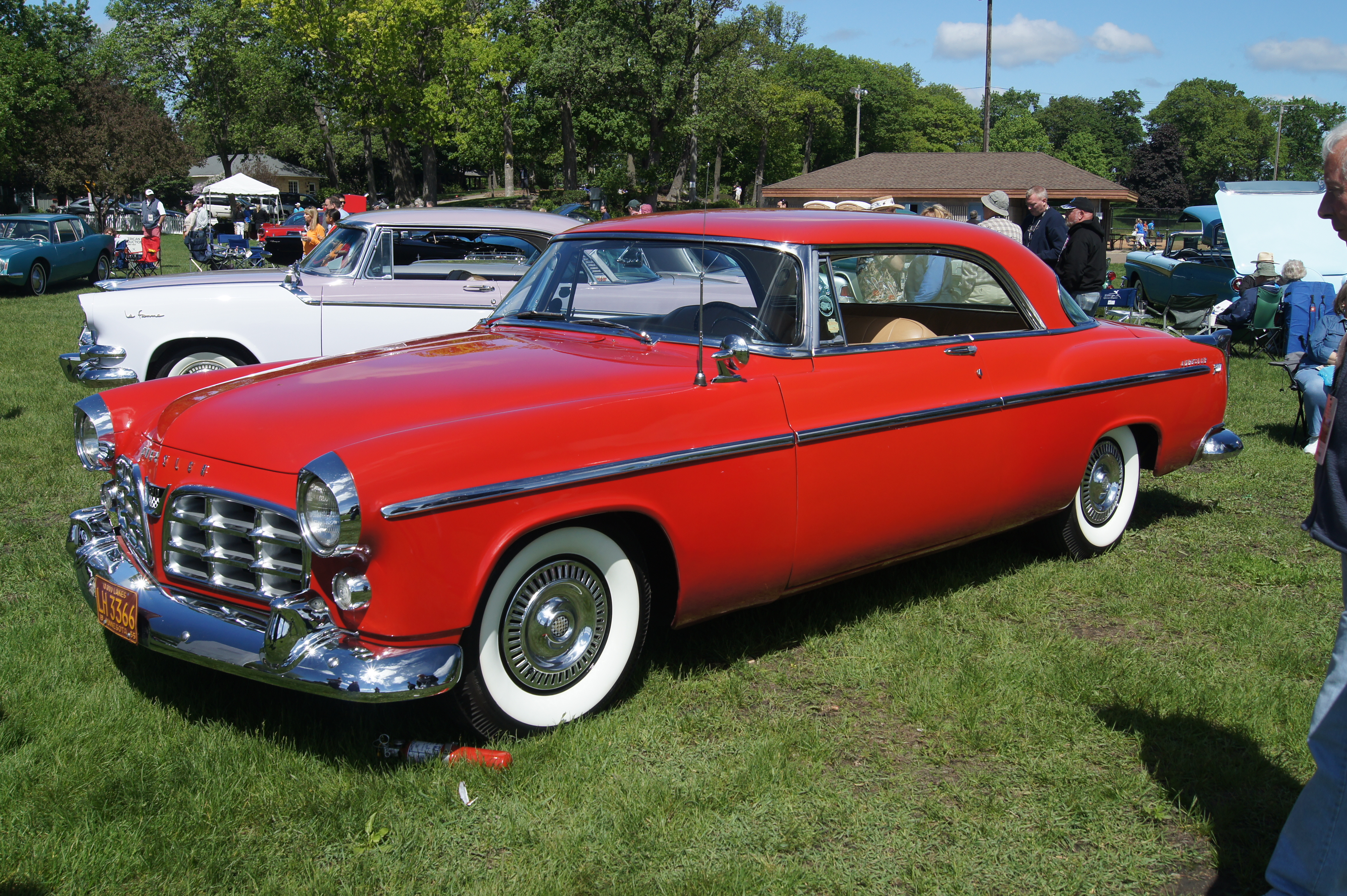
1955 Chrysler C-300
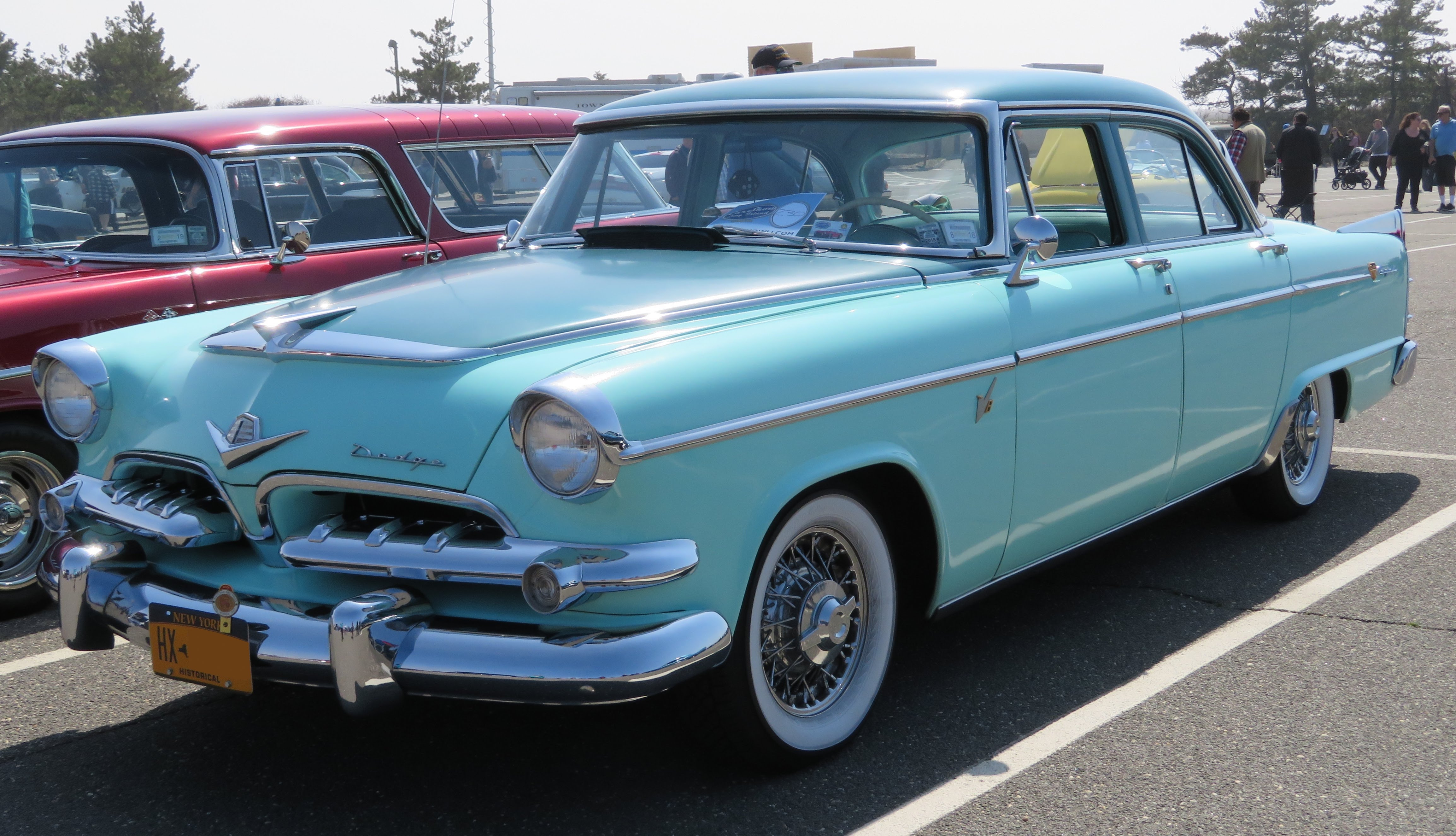
1955 Dodge Custom Royal sedan
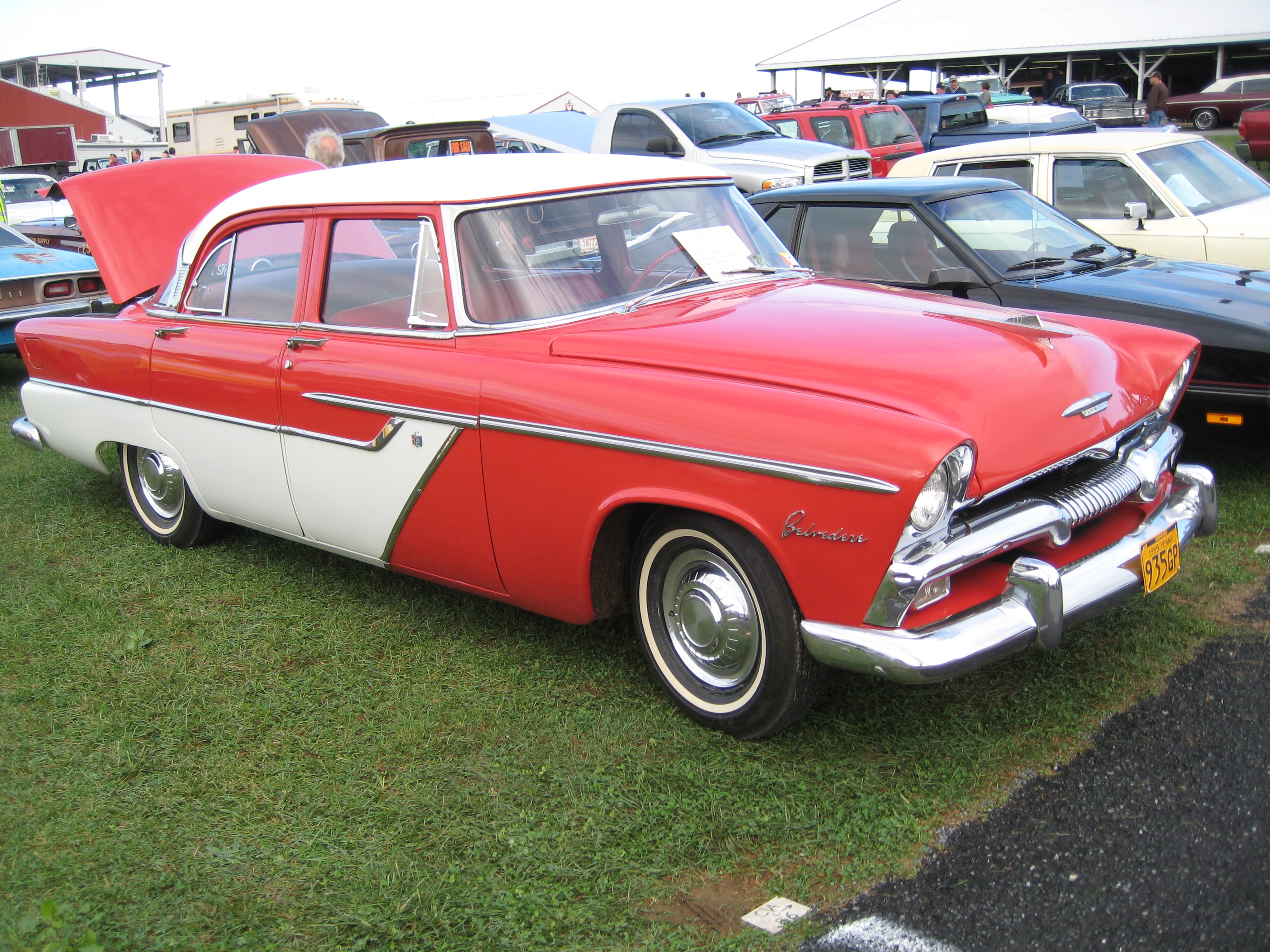
1955 Plymouth Belvedere
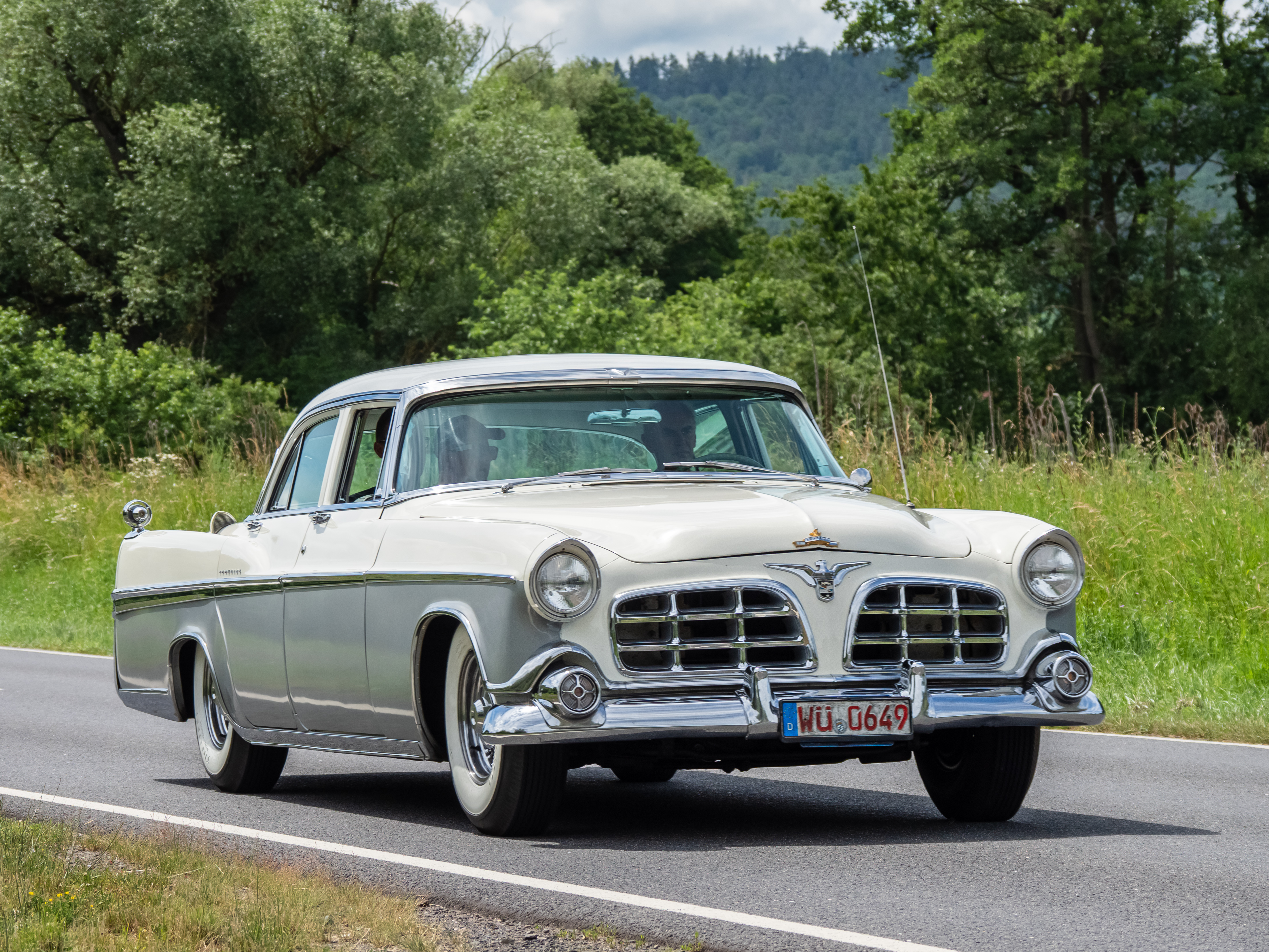
1955 Imperial

## 1957–1959

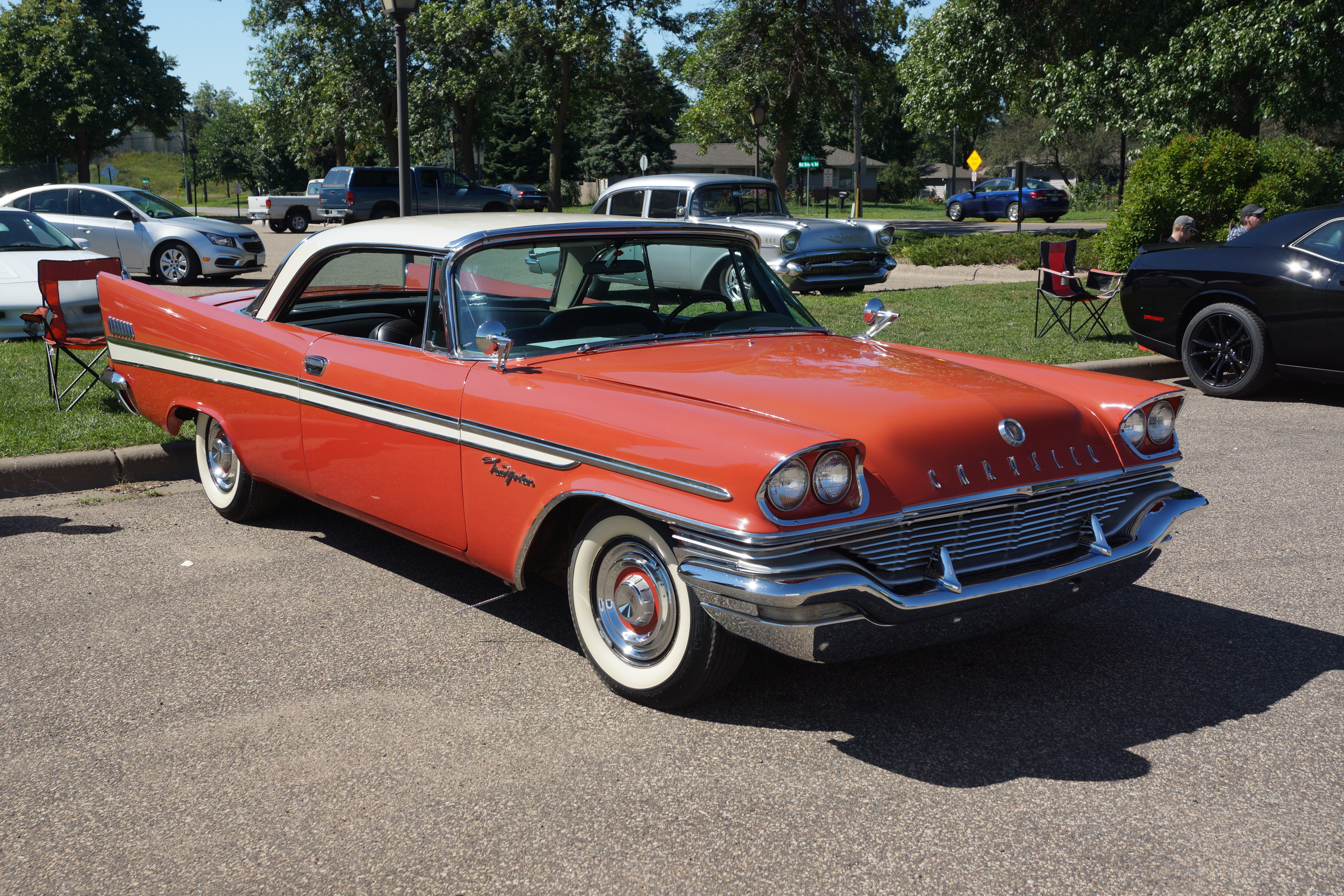
1957 Chrysler New Yorker

Istnieje teoria, według której modele zaprezentowane w 1957 roku pierwotnie planowano wprowadzić dopiero w 1960 roku, o czym świadczyć miało nowe hasło reklamowe „Nagle nastąpił rok 1960-ty”. Faktem jest, że zupełnie nowe nadwozia zdecydowanie wyprzedziły konkurencję, mimo że również General Motors i Korporacja Forda zaprezentowały nowe modele.
Samochody Chryslera otrzymały podwójne reflektory lub ich odpowiedniki (w przypadku Plymoutha i Dodge’a), ponieważ przepisy w niektórych stanach USA nie dopuszczały jeszcze stosowania poczwórnych świateł. Zaprojektowano płaskie maski zrównane z błotnikami, pod którymi montowano silniki V8 o mocy od 197 do 375 KM. Nowa konstrukcja słupka przedniej szyby wyeliminowała problem tzw. martwego pola w polu widzenia kierowcy.
Cienkie tylne słupki dachów umieszczono między dużymi płetwami błotników, co nadawało samochodom kształt klina. Poszczególne marki otrzymały odmienną stylizację płetw, umożliwiając rozpoznanie pojazdu już na pierwszy rzut oka.
W ramach obowiązującej wówczas trzyletniej rotacji stylistycznej, roczniki różniły się głównie detalami, jak np. układem listew bocznych. W 1958 roku wprowadzono powszechnie podwójne reflektory, ujednolicając przepisy w całych Stanach Zjednoczonych. Forward Look odniósł duży sukces, zwiększając sprzedaż samochodów Chryslera aż do nadejścia recesji gospodarczej.
Od 1959 roku konkurencja rozpoczęła nowe cykle stylistyczne, przez co samochody Chryslera przestały wyróżniać się tak znacząco. Późniejsze, mniej udane detale projektowe tłumaczy się chorobą Exnera, który po zawale serca nie nadzorował już projektów osobiście. Wprowadzono wówczas m.in. obrotowe fotele przednie, które obracały się w stronę użytkowników po otwarciu drzwi.

## 1960–1961
Rok 1960 przyniósł kolejną modernizację – wszystkie modele otrzymały nadwozie samonośne, co stanowiło nowość dla marek Plymouth, Dodge, Chrysler, DeSoto i Imperial.

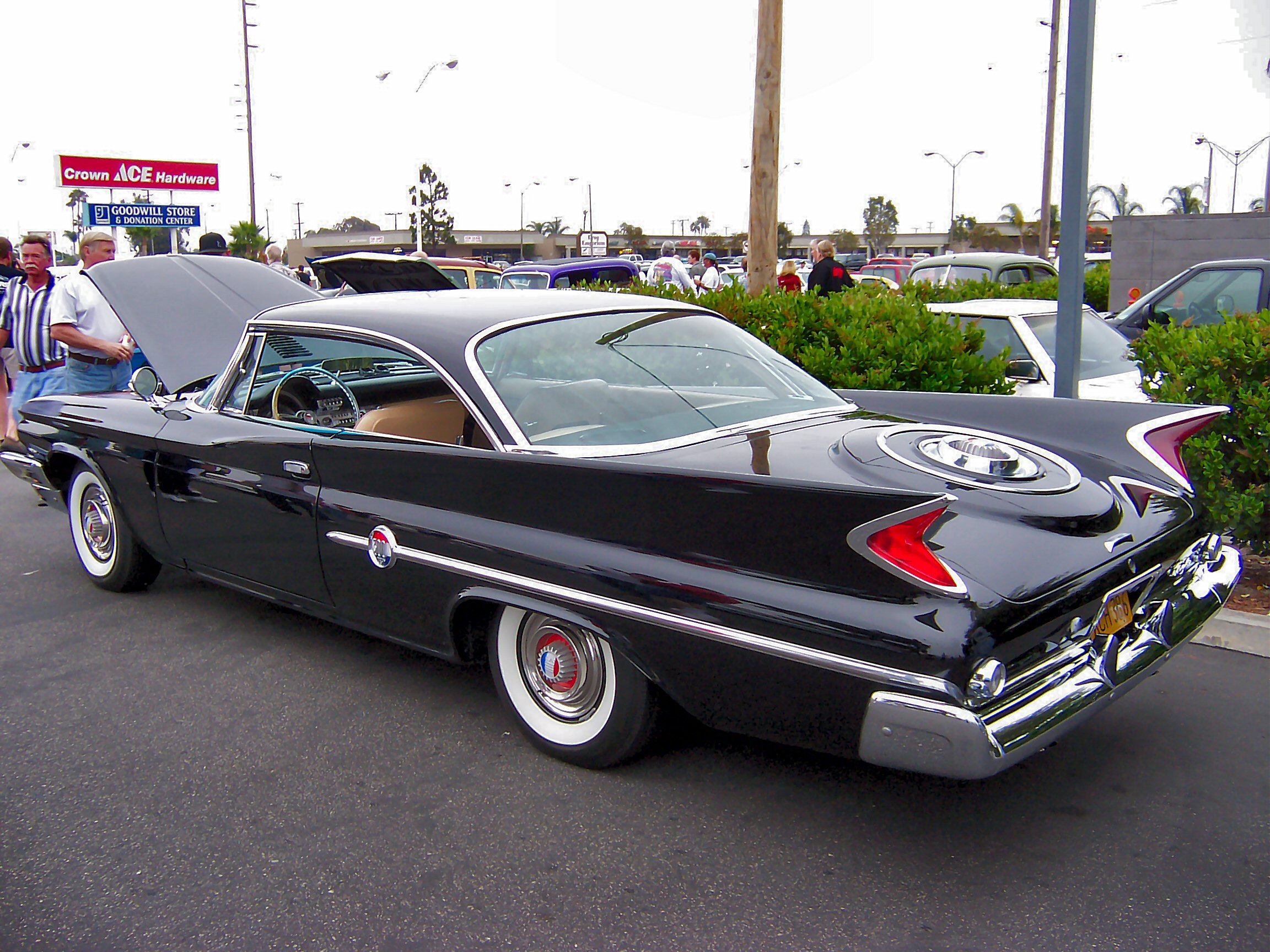
Chrysler 300F z 1960 roku – przykład dalszego rozwoju stylistyki Forward Look

Rozbudowa gamy modelowej Plymoutha i Dodge’a przyczyniła się do spadku sprzedaży bardziej luksusowych modeli marki DeSoto, ograniczonych do dwóch modeli opartych na nadwoziach Chryslera. Wprowadzono także silnik sześciocylindrowy (rzędowy, 225 cali sześciennych, 145 KM) w najtańszych modelach, podczas gdy pozostałe oferowano z silnikami V8. Obrotowe fotele przednie stały się w pełni automatyczne.
Rok 1961 był ostatnim rokiem stosowania stylistyki Forward Look – wprowadzono wówczas ostatnie projekty z charakterystycznymi płetwami. Po błędnej informacji o planach General Motors dotyczących zmniejszenia pojazdów, kierownictwo Chryslera wymusiło podobne zmiany w projektach Exnera na rok 1962. Exner sprzeciwiał się, uznając nowy styl za nieatrakcyjny, jednak jego koncepcje zostały zmodyfikowane podczas jego rekonwalescencji. Modele z 1962 roku zostały zmniejszone i uproszczone, co skutkowało spadkiem sprzedaży. Exner został zwolniony, a jego stylistykę zastąpiono bardziej oszczędną i praktyczną.
Płetwy ogonowe wyszły z mody. Exner nazwał nowe modele Plymoutha i Dodge’a „oskubanymi kurczakami”, wskazując, że kierownictwo Chryslera uprościło projekty głównie ze względów ekonomicznych.